# Фелікс Пікон
Фелікс Пікон (фр. Félix Picon, 4 жовтня 1874 — 4 грудня 1922) — французький яхтсмен.
Срібний призер Олімпійських Ігор 1920 року в класі 6,5 метра.